# Игуманија Февронија (Божић)
Февронија (Петра Божић; Сандићи код Брчког, 29. септембар 1921 — Манастир Пећка патријаршија, 19. новембар 2015) била је игуманија манастира Пећка патријаршија. Поред мати Макарије, игуманије манастира Соколица, сматрала се најугледнијом монахињом Српске православне цркве.

## Биографија
Рођена је 29. септембра 1921. године као Петра Божић, у селу Сандићи код Брчког. Замонашила се са 19 година у манастиру Јовање, у Овчару. Ту је провела 12 година, од 1940. до 1952. године. Тада прелази у манастир Тавна, где остаје до 1956. године. Након тога бива премештана у још неколико манастира, да би напокон 6. априла 1957. године прешла у манастир Пећка патријаршија. Тада је у њему боравило свега четворо људи — отац Серафим са једним богословом и две монахиње. За њено време и њеним залагањем, урађено је много за манастир: црква је обновљена и препокривена оловом, у манастирској порти су откопани многи темељи средњовековних конака, направљена је звонара, направљен је нов конак... У ноћи 16. марта 1981. године, избио је пожар на крову конака из 15. века. Мати Февронија је тада стицајем околности стекла поштовање читаве Србије. Десило се то да је, спашавајући од ватре древне реликвије, остала пожаром заробљена у манастирској ризници. Врата су била затрпана, на прозорима су биле гвоздене решетке, а плафон је претио да падне сваког тренутка. Мати Февронија је ипак упорно сакупљала иконе и крстове у филиграну, рукописне књиге и остале драгоцености. Славна монахиња се спасла интервенцијом монаха Дамаскина, који је успео да ишчупа решетке са прозора. Сматра се да је пожар подметнут.
Присуствовала богослужењу при устоличењу 43, 44. и 45. патријарха Српске православне цркве, Њихове светости Германа, Павла и Иринеја. Била је сведок свега што је задесило Пећку патријаршију и Космет у другој половини 20. и почетком 21. века. Веома је омиљена међу косовским монахињама и војницима Кфора који чувају манастир.
Добила је 2009. године Вукову награду. Добила је 2012. године награду „Браћа Карић“ за хуманитарне активности, јачање мира, сарадње и пријатељства међу народима, заједно са мати Харитином из Пећке патријаршије.
Преминула је 19. новембра 2015. године у Манастиру Пећка патријаршија у Пећи.

## Награда
- 2012: Награда Браћа Карић